# ديلابيول
الديلابيول مركب عضوي وزيت عطري يستخرج من نبات الشبث ويتواجد أيضاً في الشمر,الديلابيول يتشابه كثيراً من ناحيه التركيب البنائي مع مركب الأبيول .